# Фенопрофен
Фенопрофе́н — лекарственное средство, нестероидный противовоспалительный препарат из группы производных пропионовой кислоты, обладает противовоспалительным, обезболивающим и жаропонижающим действием. Очень хорошо связывается с белками плазмы. По фармакологическим свойствам близок к аспирину, но вызывает меньше желудочно-кишечных кровотечений.
Чаще, чем другие НПВП, вызывает снижение функции почек и канальцев, интерстициальные нефриты и нефротический синдром.
По состоянию на 2012 год регистрация данного препарата в России аннулирована.